# Flottemanville-Hague
Flottemanville-Hague ist eine Ortschaft und eine ehemalige französische Gemeinde mit 979 Einwohnern (Stand: 1. Januar 2022) im Département Manche in der Region Normandie. Sie gehörte zum Arrondissement Cherbourg und zum Kanton La Hague.
Mit Wirkung vom 1. Januar 2017 wurde die bisherige Gemeinde Flottemanville-Hague mit den übrigen 18 Gemeinden der ehemaligen Communauté de communes de la Hague zu einer Commune nouvelle mit dem Namen La Hague zusammengeschlossen und verfügt in der neuen Gemeinde über den Status einer Commune déléguée. Der Verwaltungssitz befindet sich im Ort Beaumont-Hague.

## Lage
Nachbarorte von Flottemanville-Hague sind Sainte-Croix-Hague im Nordwesten, Tonneville im Norden, Équeurdreville-Hainneville im Nordosten, im Osten an Nouainville, im Südosten an Sideville, im Süden an Teurthéville-Hague und im Westen an Acqueville.

## Bevölkerungsentwicklung
| Jahr      | 1962 | 1968 | 1975 | 1982 | 1990 | 1999 | 2008 | 2015 |
| --------- | ---- | ---- | ---- | ---- | ---- | ---- | ---- | ---- |
| Einwohner | 349  | 340  | 340  | 415  | 631  | 731  | 866  | 934  |